# 28 août dans les chemins de fer
28 juillet 28 septembre
Chronologies thématiques
- Croisades
- Sports
- Disney

Cette page concerne les événements qui se sont déroulés un 28 août dans les chemins de fer.

## Événements

### XIXesiècle
- 1897. Chine : La construction du Transmandchoutien, branche chinoise du Transsibérien, est lancée.

### XXesiècle
- 1965. France : collision en gare de Pont-d'Héry (Jura) entre deux trains internationaux de voyageurs, le « Lombardie-express » et le rapide Milan-Paris. 12 morts[1].